# Banque de Chosen
La Banque de Joseon (en coréen : 조선은행) ou Banque de Chosen (en japonais : 朝鮮銀行 ()) est la banque centrale de la Corée durant l'occupation japonaise, puis temporairement de la Corée du Sud. La banque émit le yen coréen de 1910 à 1945 et le won sud-coréen de 1945 à 1950.

## Histoire et contexte
La banque est établie par le gouverneur-général de Corée en 1910 sous le nom de Kankoku Ginkō, remplaçant la branche coréenne privée de la banque Dai-Ichi Kangyo (en) (« Première banque nationale »), qui avait établi cette filiale en 1878. Après l'annexion de l'empire coréen par le Japon en 1910, la banque est réorganisée et renommée pour adopter le nom officiel de la Corée.
La banque reste privée avec un stock d'actions détenu par plusieurs banques et entreprises japonaises mais son conseil d'administration est nommé par le gouverneur-général de Corée.
La banque est responsable de l'émission de la monnaie en Corée, de réguler les prix régionaux, et de prendre en charge le commerce international avec des branches au Mandchoukouo, dans d'importants ports chinois, au Japon, et à Londres et New York. 
La banque est dissoute en 1950 et est remplacée par la banque de Corée.